# Tullgrenella musica
Tullgrenella musica là một loài nhện trong họ Salticidae.
Loài này thuộc chi Tullgrenella. Tullgrenella musica được Cândido Firmino de Mello-Leitão miêu tả năm 1945.